# Ueno Yusaku
Yusaku Ueno (sinh ngày 1 tháng 11 năm 1973) là một cầu thủ bóng đá người Nhật Bản.

## Sự nghiệp câu lạc bộ
Yusaku Ueno đã từng chơi cho Avispa Fukuoka, Sanfrecce Hiroshima, Kyoto Purple Sanga, Albirex Niigata và Tochigi SC.